# GB D 3/3
| GB D 3/3 | GB D 3/3                                                             | GB D 3/3                                                             | GB D 3/3                                                             | GB D 3/3                                                             | GB D 3/3                                                             | GB D 3/3                                                             |
| --- | -------------------------------------------------------------------- | -------------------------------------------------------------------- | -------------------------------------------------------------------- | -------------------------------------------------------------------- | -------------------------------------------------------------------- | -------------------------------------------------------------------- |
| Bauartbezeichnung: | D 3/3                                                                | D 3/3                                                                | D 3/3                                                                | D 3/3                                                                | D 3/3                                                                | D 3/3                                                                |
| Nummerierung: | 41–46                                                                | 41, 42, 45 2. Kessel                                                 | 51–66                                                                | 67–78                                                                | 79–83                                                                | 83 nach 1906                                                         |
| Anzahl: | 6                                                                    | (3)                                                                  | 16                                                                   | 12                                                                   | 5                                                                    | (1)                                                                  |
| Hersteller: | 41–44: Krauss 45–46: Karlsruhe1                                      | 41–44: Krauss 45–46: Karlsruhe1                                      | Esslingen                                                            | SLM                                                                  | SLM                                                                  | SLM                                                                  |
| Baujahr(e): | 1874–1876                                                            | (1892, 1893, 1891)                                                   | 1881–82                                                              | 1890–1893                                                            | 1895                                                                 | (1906)                                                               |
| Ausmusterung: | 1906–1912                                                            | 1906–1912                                                            | 1912–1925                                                            | 1912–1925                                                            | 1912–1925                                                            | 1912–1925                                                            |
| Bauart: | C 2n                                                                 | C 2n                                                                 | C 2n                                                                 | C 2n                                                                 | C 2n                                                                 | C 2n                                                                 |
| Spurweite: | 1435 mm (Normalspur)                                                 | 1435 mm (Normalspur)                                                 | 1435 mm (Normalspur)                                                 | 1435 mm (Normalspur)                                                 | 1435 mm (Normalspur)                                                 | 1435 mm (Normalspur)                                                 |
| Länge über Puffer: | 13897 mm                                                             | 13897 mm                                                             | 14615 mm                                                             | 14740 mm                                                             | 14755 mm                                                             | 14755 mm                                                             |
| Fester Radstand: | 3200 mm                                                              | 3200 mm                                                              | 3670 mm                                                              | 3770 mm                                                              | 3770 mm                                                              | 3770 mm                                                              |
| Leermasse: | 32,8 t                                                               | 32,8 t                                                               | 36,1 t                                                               | 41,7 t                                                               | 42,8 t                                                               | 42,8 t                                                               |
| Dienst- und Reibungsmasse: | 37,8 t                                                               | 37,8 t                                                               | 43,9 t                                                               | 46,8 t                                                               | 47,7 t                                                               | 47,7 t                                                               |
| Radsatzfahrmasse: | 9,5 t                                                                | 9,5 t                                                                | 11 t                                                                 | 11,7 t                                                               | 11,9 t                                                               | 11,9 t                                                               |
| Höchstgeschwindigkeit: | 55 km/h                                                              | 55 km/h                                                              | 55 km/h                                                              | 55 km/h                                                              | 55 km/h                                                              | 55 km/h                                                              |
| Treibraddurchmesser: | 1330 mm                                                              | 1330 mm                                                              | 1330 mm                                                              | 1330 mm                                                              | 1330 mm                                                              | 1330 mm                                                              |
| Zylinderanzahl: | 2                                                                    | 2                                                                    | 2                                                                    | 2                                                                    | 2                                                                    | 2                                                                    |
| Zylinderdurchmesser: | 480 mm                                                               | 480 mm                                                               | 480 mm                                                               | 480 mm                                                               | 480 mm                                                               | 480 mm                                                               |
| Kolbenhub: | 640 mm                                                               | 640 mm                                                               | 640 mm                                                               | 640 mm                                                               | 640 mm                                                               | 640 mm                                                               |
| Kesselüberdruck: | 10 atm                                                               | 10 atm                                                               | 10 atm                                                               | 10 atm                                                               | 12 atm                                                               | 12 atm                                                               |
| Indizierte Leistung: |                                                                      |                                                                      | 600 PS                                                               | 600 PS                                                               | 600 PS                                                               | 600 PS                                                               |
| Wasservorrat: | 7,0 m³                                                               | 7,0 m³                                                               | 8,5 m³                                                               | 8,5 m³                                                               | 8,5 m³                                                               | 8,5 m³                                                               |
| Brennstoffvorrat: | 4,5 t                                                                | 4,5 t                                                                | 4,5 t                                                                | 4,8 t                                                                | 4,8 t                                                                | 4,8 t                                                                |
| Bremse: | Spindelbremse, Gegendruckbremse, ab 1895 doppelte Westinghousebremse | Spindelbremse, Gegendruckbremse, ab 1895 doppelte Westinghousebremse | Spindelbremse, Gegendruckbremse, ab 1895 doppelte Westinghousebremse | Spindelbremse, Gegendruckbremse, ab 1895 doppelte Westinghousebremse | Spindelbremse, Gegendruckbremse, ab 1895 doppelte Westinghousebremse | Spindelbremse, Gegendruckbremse, ab 1895 doppelte Westinghousebremse |
| Besonderheiten: |                                                                      |                                                                      | 2                                                                    |                                                                      |                                                                      | 3                                                                    |
| Anmerkungen 1 2. Kessel von SLM 2 Alle Loks ursprünglich mit nicht-automatischer Hardy-Vakuumbremse Nr. 62–66 1886/87 ausgerüstet mit automatischer Clayton-Vakuumbremse. 1888–89 Umbau aller Loks auf Westinghouse-Doppelbremse, Druckluftbehälter auf dem Umlaufblech. 3 Neue Zylinder, Lentz-Ventilsteuerung, in Kessel eingebauter Dampftrockner System Pielock |                                                                      |                                                                      |                                                                      |                                                                      |                                                                      |                                                                      |

Die D 3/3 waren Nassdampf-Schlepptenderlokomotiven der Gotthardbahn-Gesellschaft (GB), die von 1874 bis 1895 in vier Serien geliefert wurden. Bei den SBB erhielten die Lokomotiven die Nummern 3441–3483.

## Erste Serie Nr. 41–46

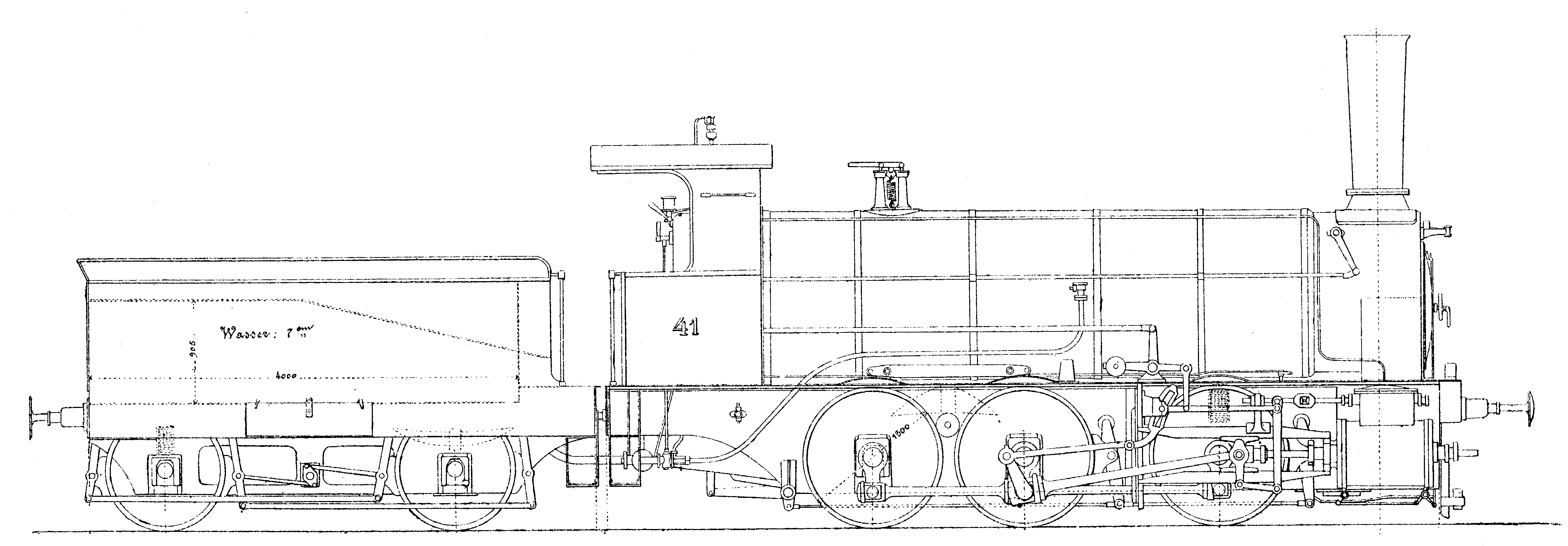
Lokomotiven Nr. 41–46

Für die Beförderung von Güterzügen auf den Tessinischen Talbahnen beschaffte die Gotthardbahn-Gesellschaft zunächst sechs 3/3-gekuppelte Lokomotiven mit zweiachsigem Schlepptender. Nummer 41–44 lieferte die Lokomotivfabrik Krauss & Comp. in München, Nummer 45 und 46 stammten von der Maschinenbau-Gesellschaft Karlsruhe. Die Maschinen entsprachen dem zu gleicher Zeit bei Koechlin in Mühlhausen gebauten Lokomotiven vom Typ Bourbonnais für die Ouest Suisse, die Jura bernois und die Schweizerische Centralbahn, waren jedoch etwas schwerer und stärker.

## Nachbauserien Nr. 51–83

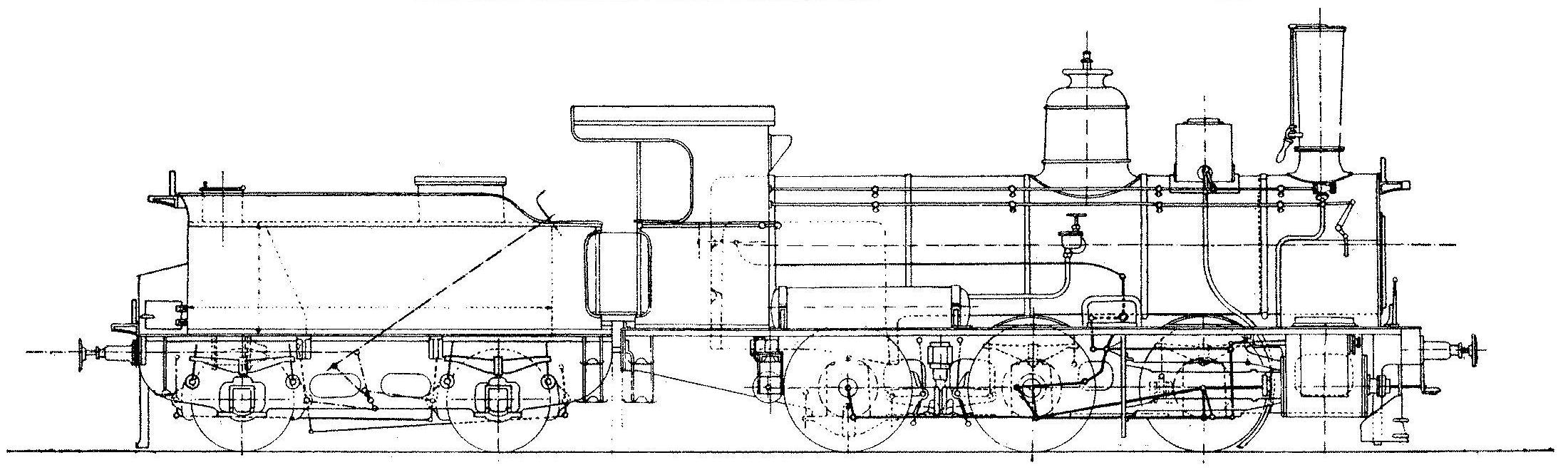
Lokomotiven Nr. 67–78

Für die 1882 eröffneten Bergstrecken am Gotthard und am Monte Ceneri wurde bei der Maschinenfabrik Esslingen eine zweite, stärkere Serie D 3/3 bestellt. Sie entsprachen weitgehend den zu gleicher Zeit in Esslingen und Winterthur gebauten Mogul-Tenderlokomotiven Ec 3/4 81–92. Die Kessel- und Triebwerksabmessungen beider Fahrzeuge waren identisch, so dass gemeinsame Ersatzteile verwendet werden konnten.
1890 bis 1895 lieferte die Schweizerische Lokomotiv- und Maschinenfabrik (SLM) in Winterthur mit den Nummern 67–83 zwei weitere Nachbauserien, die gegenüber den Esslinger Maschinen noch einmal verstärkt worden waren.

### Umbau der Nr. 83
Lokomotive Nr. 83 wurde 1906 mit neuen Zylindern, Lentz-Ventilsteuerung und mit einem im Kessel eingebauten Dampftrockner System Pielock ausgerüstet.

## Bilder

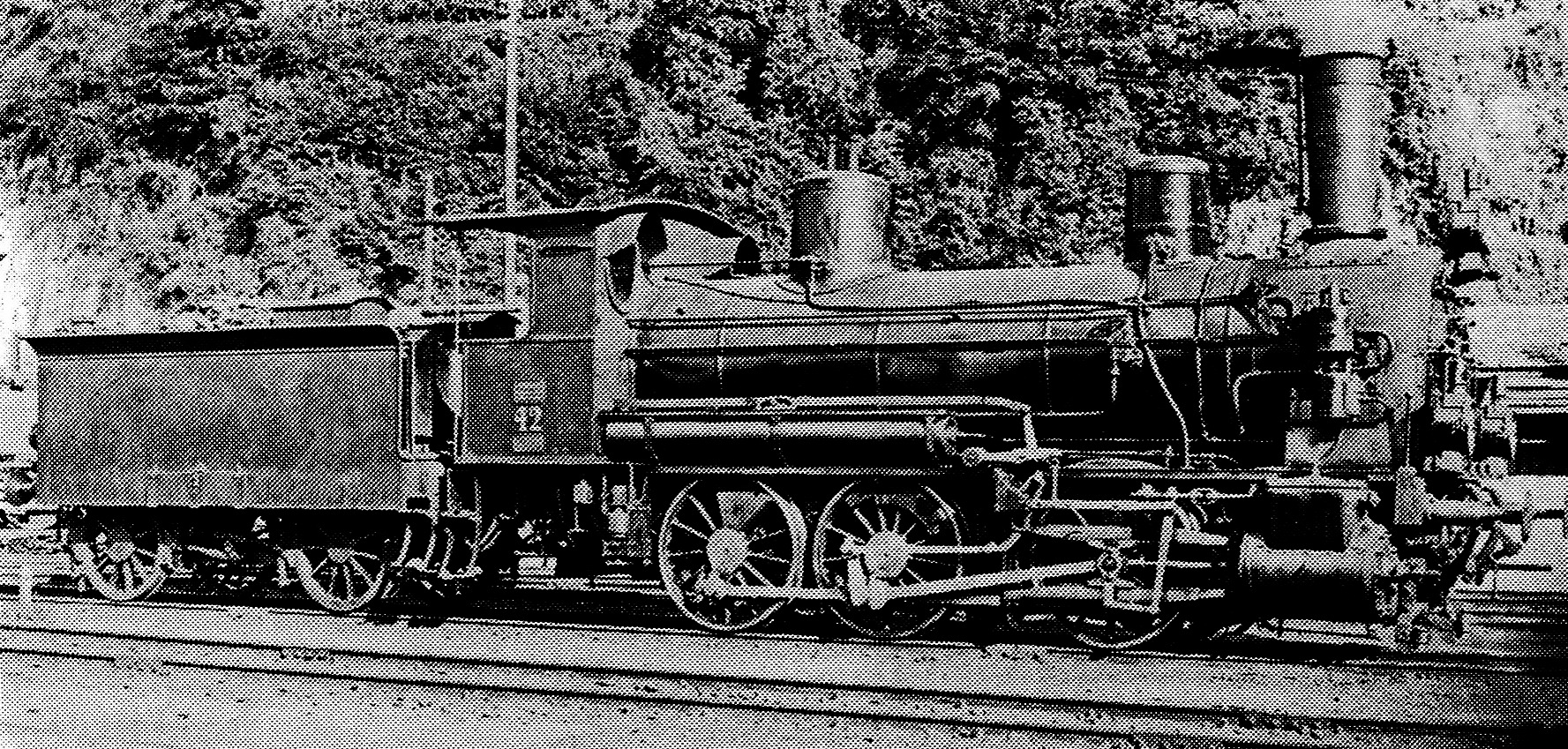
D 3/3 Nr. 42 für den Betrieb der Tessiner Talbahnen, gebaut 1874 von Krauss in München
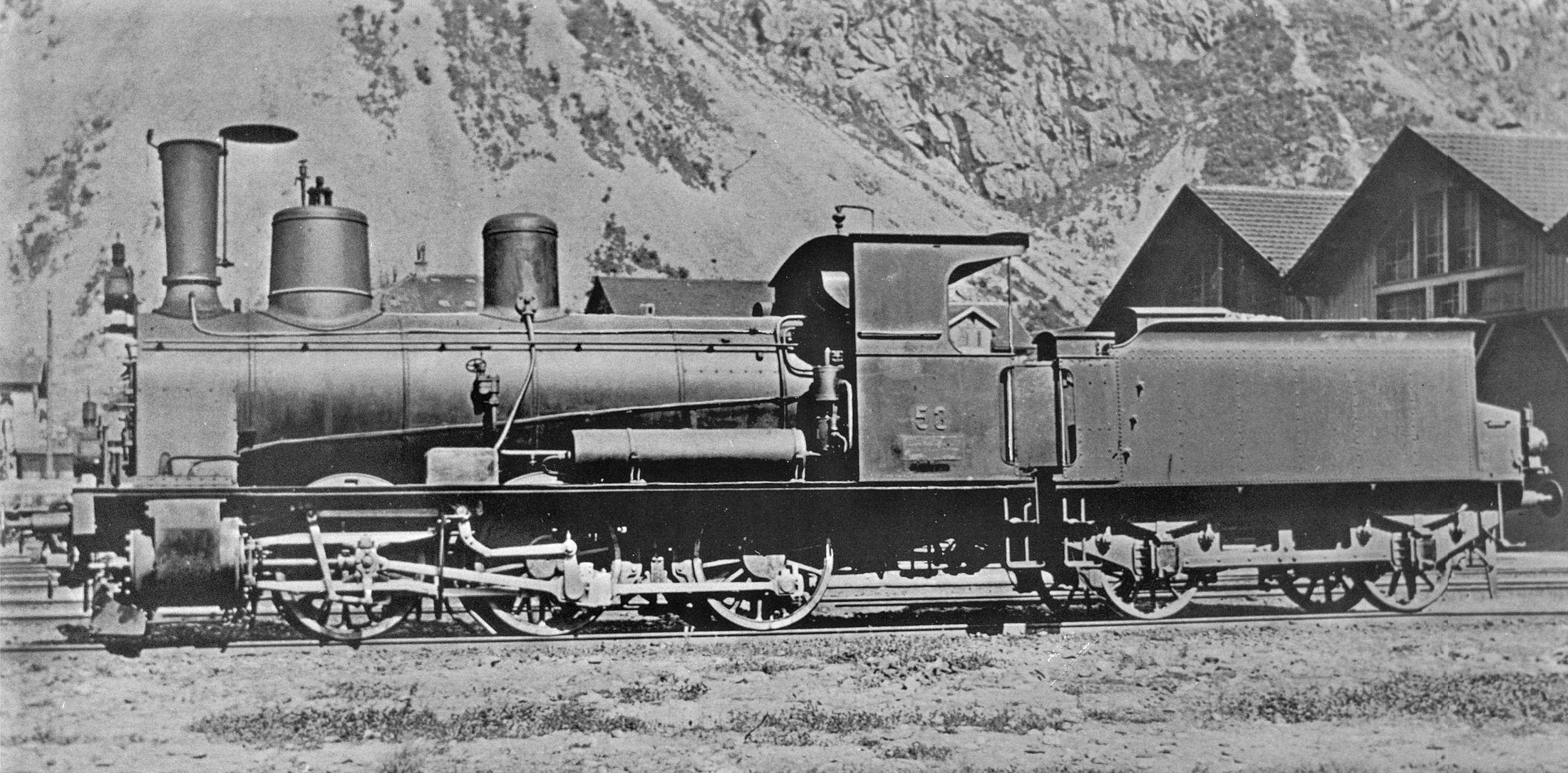
Lok Nr. 53 für Bergstrecken, gebaut 1881 von Kessler in Esslingen, vor dem Depot Erstfeld
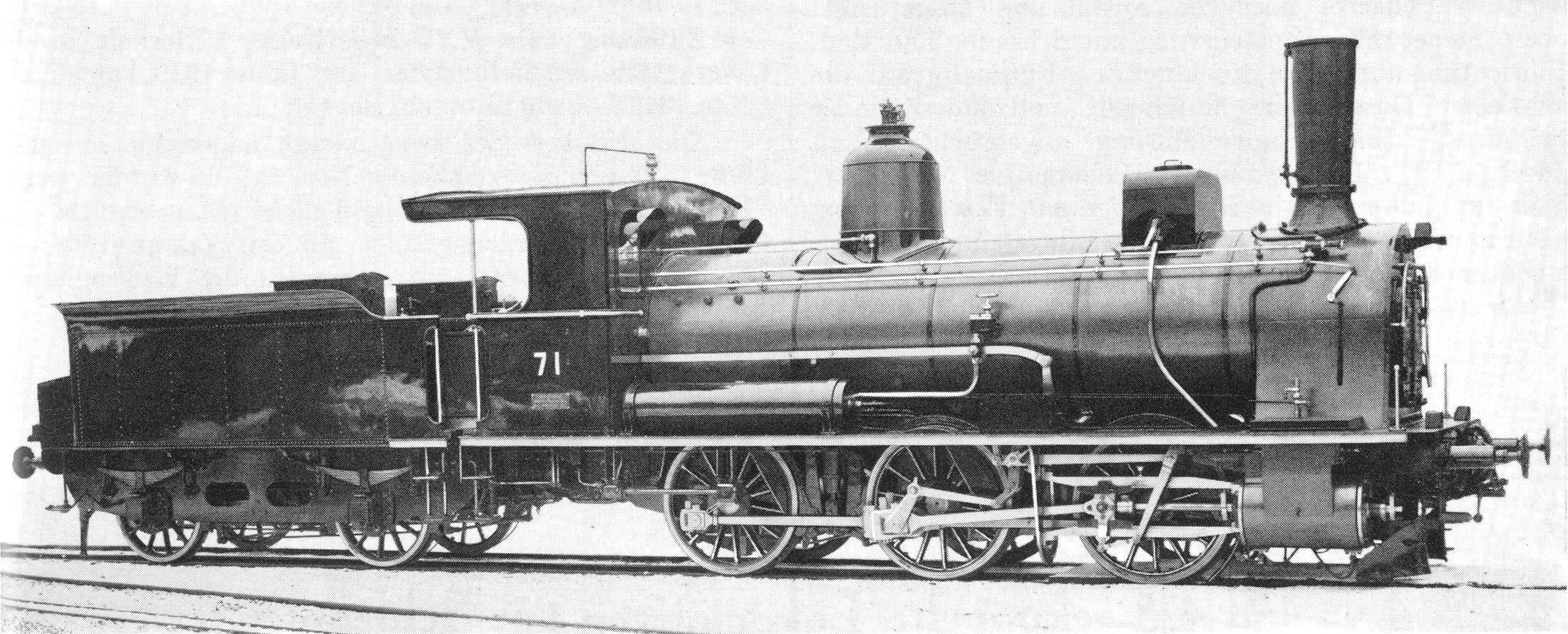
Universallokomotive Nr. 71, gebaut 1891 von SLM in Winterthur
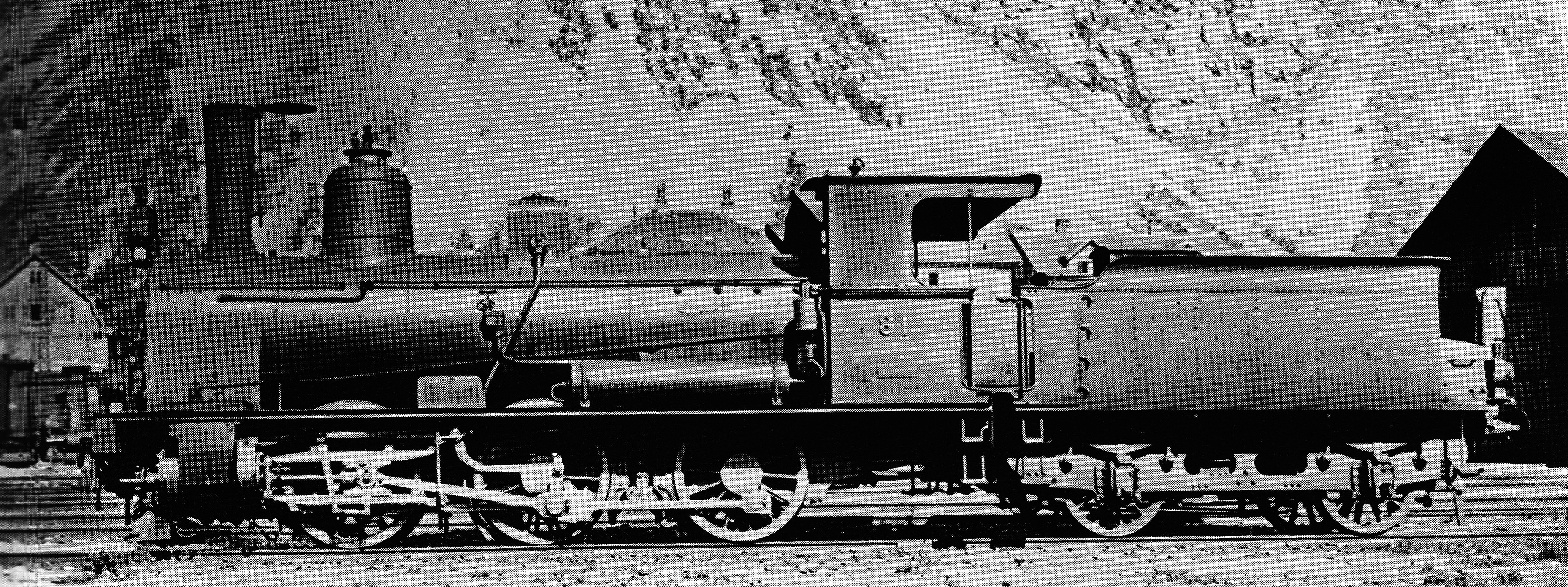
D 3/3 Nr. 81, gebaut 1895 von SLM
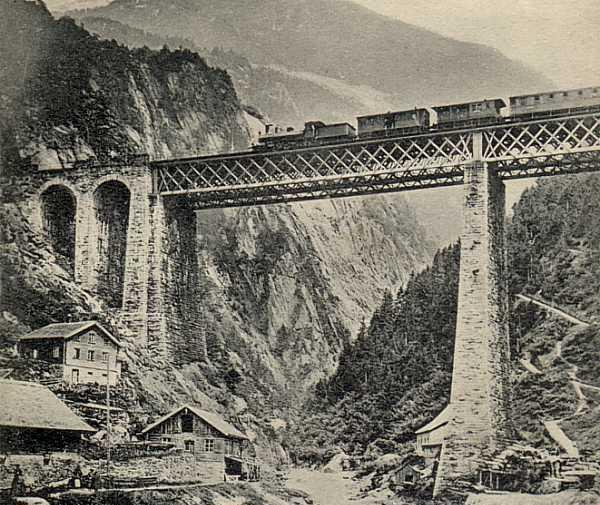
Zug mit D 3/3 auf dem Chärstelenbach-Viadukt bei Amsteg